# Karsten Braasch
Karsten Braasch (Marl, 14 juli 1967) is een Duits voormalig professioneel tennisspeler. Tijdens de tweede helft van zijn carrière was hij vooral actief in het herendubbelspel.

Braasch was geen grijze muis in het tenniscircuit. Hij stond bekend als kettingroker en een biertje lustte hij ook wel.
Verder is Braasch vooral bekend om de 'Battle of the Sexes' in 1998 tijdens de Australian Open. Braasch, op dat moment nummer 203 op de Rang nam het op in een duel tegen Serena en Venus Williams. Hierin versloeg hij Serena met 6-1 en Venus met 6-2.

## Palmares
| Legenda                       | Legenda               |
| ----------------------------- | --------------------- |
| Grand Slam                    |                       |
| Olympische Spelen             |                       |
| tot 2009                      | vanaf 2009            |
| Tennis Masters Cup            | ATP Finals            |
| ATP Masters Series            | ATP Tour Masters 1000 |
| ATP International Series Gold | ATP Tour 500          |
| ATP International Series      | ATP Tour 250          |

### Enkelspel
| Nr.              | Datum        | Toernooi     | Ondergrond | Tegenstander in finale | Score    | Details |
| ---------------- | ------------ | ------------ | ---------- | ---------------------- | -------- | ------- |
| Verloren finales |              |              |            |                        |          |         |
| 1.               | 12 juni 1994 | ATP Rosmalen | Gras       | Richard Krajicek       | 3-6, 4-6 | Details |

### Dubbelspel
| Nr.                          | Datum             | Toernooi      | Ondergrond | Partner          | Tegenstanders in finale        | Score                | Details |
| ---------------------------- | ----------------- | ------------- | ---------- | ---------------- | ------------------------------ | -------------------- | ------- |
| Gewonnen finales herendubbel |                   |               |            |                  |                                |                      |         |
| 1.                           | 15 juni 1997      | ATP Halle     | Gras       | Michael Stich    | David Adams Marius Barnard     | 7-6, 6-3             | Details |
| 2.                           | 15 juli 2001      | ATP Båstad    | Gravel     | Jens Knippschild | Simon Aspelin Andrew Kratzmann | 7-6(3), 4-6, 7-6(5)  | Details |
| 3.                           | 30 september 2001 | ATP Hongkong  | Hardcourt  | André Sá         | Petr Luxa Radek Štěpánek       | 6-0, 7-5             | Details |
| 4.                           | 3 februari 2002   | ATP Milaan    | Tapijt (i) | Andrej Olchovski | Julien Boutter Maks Mirni      | 3-6, 7-6(5), [12-10] | Details |
| 5.                           | 14 april 2002     | ATP Estoril   | Gravel     | Andrej Olchovski | Simon Aspelin Andrew Kratzmann | 6-3, 6-3             | Details |
| 6.                           | 14 september 2003 | ATP Boekarest | Gravel     | Sargis Sargsian  | Simon Aspelin Jeff Coetzee     | 7-6(7), 6-2          | Details |
| Verloren finales herendubbel |                   |               |            |                  |                                |                      |         |
| 1.                           | 13 april 1997     | ATP Hongkong  | Hardcourt  | Jeff Tarango     | Martin Damm Daniel Vacek       | 3-6, 4-6             | Details |
| 2.                           | 4 mei 1997        | ATP München   | Gravel     | Jens Knippschild | Pablo Albano Àlex Corretja     | 6-3, 5-7, 2-6        | Details |
| 3.                           | 5 oktober 1997    | ATP Bazel     | Tapijt (i) | Jim Grabb        | Tim Henman Marc Rosset         | 6-7, 7-6, 6-7        | Details |

## Prestatietabel
| Legenda | Legenda                          |
| ------- | -------------------------------- |
| g.t.    | geen toernooi gehouden           |
| l.c.    | lagere categorie                 |
| –       | niet deelgenomen                 |
| G       | uitgeschakeld in de groepsfase   |
| 1R      | uitgeschakeld in de eerste ronde |
| 2R      | uitgeschakeld in de tweede ronde |
| 3R      | uitgeschakeld in de derde ronde  |
| 4R      | uitgeschakeld in de vierde ronde |
| KF      | uitgeschakeld in de kwartfinale  |
| HF      | uitgeschakeld in de halve finale |
| F       | de finale verloren               |
| W       | het toernooi gewonnen            |
| w-v     | winst/verlies-balans             |

### Prestatietabel grand slam, enkelspel
| Toernooi            | 1992 | 1993 | 1994 | 1995 | 1997 | 1998 |
| ------------------- | ---- | ---- | ---- | ---- | ---- | ---- |
| Grandslamtoernooien |      |      |      |      |      |      |
| Australian Open     | 1R   | 1R   | 1R   | 1R   | 3R   | 1R   |
| Roland Garros       | 1R   | –    | 1R   | 1R   | –    | –    |
| Wimbledon           | 2R   | 1R   | 2R   | 1R   | –    | –    |
| US Open             | 1R   | 3R   | 1R   | 2R   | –    | 1R   |

### Prestatietabel grand slam, dubbelspel
| Toernooi        | 1997 | 1998 | 1999 | 2000 | 2001 | 2002 | 2003 | 2004 | 2005 |
| --------------- | ---- | ---- | ---- | ---- | ---- | ---- | ---- | ---- | ---- |
| Australian Open | 1R   | 1R   | –    | –    | 3R   | 1R   | 1R   | 3R   | 2R   |
| Roland Garros   | KF   | 3R   | –    | –    | 2R   | 1R   | 1R   | KF   | 1R   |
| Wimbledon       | –    | 2R   | 2R   | –    | 1R   | 2R   | –    | 1R   | –    |
| US Open         | 1R   | 2R   | –    | 1R   | 1R   | 1R   | –    | 1R   | –    |